# Dana Faletic
Dana Faletic (ur. 1 sierpnia 1977 w Hobart) – australijska wioślarka. Brązowa medalistka olimpijska z Aten..
Zawody w 2004 były jej pierwszymi igrzyskami olimpijskimi. Zajęła trzecie miejsce w czwórce podwójnej. Wspólnie z nią płynęły Rebecca Sattin, Amber Bradley i Kerry Hore. Brała udział w igrzyskach w 2012. Zdobyła dwa medale mistrzostw świata w czwórkach podwójnych - złoto w 2003 i srebro w 2006.